# Юлдуз (Верхнеуслонский район)
Юлдуз — деревня в Верхнеуслонском районе Татарстана. Входит в состав Канашского сельского поселения.

## География
Находится в западной части Татарстана на расстоянии приблизительно 45 км на юг-юго-запад от районного центра села Верхний Услон у речки Меминка.

## История
Основана в 1925 году переселенцами из сел Курлебаш и Казеево.

## Население
Постоянных жителей было в 1926 году — 266, в 1938 — 326, в 1949 — 340, в 1958 — 303, в 1970 — 244, в 1979 — 150, в 1989 — 43. Постоянное население составляло 17 человек (татары 76 %) в 2002 году, 7 в 2010.